# Inquisitor multilirata
Inquisitor multilirata é uma espécie de gastrópode do gênero Inquisitor, pertencente a família Pseudomelatomidae.